# Richard Jens Ernst von Bruun-Neergaard
Richard Jens Ernst von Bruun-Neergaard, auch Richard Jens Ernst de Neergaard, (* 29. April 1822 in Oevelgönne bei Eutin; † 30. Oktober 1866 in Stuttgart) war ein deutscher Politiker.

## Leben
Als Sohn von Lucius Carl von Neergaard geboren, ging Richard Jens Ernst auf das Gymnasium in Kiel und studierte Rechtswissenschaften in Kiel und Bonn. Während seines Studiums wurde er 1843 Mitglied der Burschenschaft Fridericia Bonn. Nach seinem Studium war er als Rechtsanwalt in Kiel tätig. Er kämpfte im Schleswig-Holsteinischen Aufstand, weshalb ihm die dänische Regierung 1851 seine Anwaltstätigkeit untersagte. Er war Abgeordneter in der Schleswig-Holsteinischen Landesversammlung.
1850 heiratete er Antonia Josephine Therese Gräfin von Baudissin (1822–1855). Am 22. Oktober 1866 heiratete er Hippolyte von Zeppelin (1841–1892). Von Bruun-Neergaard starb kinderlos auf der Durchreise 1866 in Stuttgart. Er wurde in Dänischenhagen beigesetzt.